# Andrea Absolonová
Andrea Absolonová (26. prosince 1976, Praha – 9. prosince 2004, Praha) byla až do svého zranění v roce 1996 nadějná česká skokanka do vody. Poté začala působit jako pornoherečka s pseudonymem Lea De Mae.

## Životopis

### Život
Od dětství se s mladší sestrou Lucií věnovaly závodně skokům do vody. Trénovala nejdříve v Praze, poté v Pardubicích. Pětkrát se stala mistryní České republiky, byla držitelkou bronzové medaile z mistrovství Evropy juniorek a členkou českého olympijského národního týmu; její disciplínou byl skok z desetimetrové věže. Zlom v její kariéře nastal, když jí praskl meziobratlový článek páteře při nehodě na tréninku na olympijských hrách v Atlantě 1996, která předznamenala konec její sportovní kariéry (v roce 2000 už se nekvalifikovala na olympiádu v Sydney).
Od roku 1998 si přivydělávala focením. Později začala působit jako pornoherečka pod uměleckým jménem Lea De Mae. Společně s dalšími tuzemskými kolegyněmi Sylvií Saint, Monicou Sweetheart a Daniellou Rush vytvořila v tomto odvětví čtveřici známou jako Dream Team.

### Smrt
V červenci 2004 jí byla diagnostikována vzácná forma rakoviny mozku (glioblastom). V srpnu téhož roku jí v pražské nemocnici Na Bulovce nádor při operaci odstranili. Při následném vyšetření se ale zjistilo, že nádor metastazoval do dalších oblastí mozku. Po necelém půlroce ve věku 27 let nemoci podlehla.

## Film
V letech 2022–2023 byl na motivy života Andrey Absolonové natočen film Její tělo. Režisérkou je Natálie Císařovská, jde o její debutový celovečerní hraný film. V hlavní roli účinkuje slovenská herečka Natália Germáni. Projekt podpořil Státní fond kinematografie a slovenský Audiovizuálny fond. Film byl do kin uveden 16. listopadu 2023.

## Filmografie
Jako Lea De Mae vystupovala ve 161 pornografických filmech, přičemž některé z nich byly vydány až po její smrti.
- 1999 – Face Dance Obsession
- 2000 – Ass Lovers 2
- 2000 – Academy
- 2000 – Dangerous Things
- 2000 – North Pole Vol. 16
- 2001 – 12 Strokes To Midnight
- 2001 – Cumback Pussy 46
- 2002 – World Class Ass
- 2002 – Cum Dumpsters
- 2002 – Please Cum Inside Me 5
- 2003 – Cum Stains 1 & 2
- 2003 – Stocking Tease
- 2004 – Hustler Centerfolds 2
- 2005 – Loaded
- 2005 – Anal Training
- 2005 – Lady Lust
- 2006 – Nasty Dreams